# Nora (fiume)
La Nora (in russo Нора?) è un fiume dell'Estremo oriente russo, affluente destro della Selemdža (bacino idrografico dell'Amur). Scorre nell'Oblast' dell'Amur.
Il fiume ha origine dai monti Džagdy e scorre lungo l'altopiano dell'Amur e della Zeja. È lungo 305 km e il suo bacino misura 16 700 km². Sfocia nella Selemdža a 148 km dalla foce. La portata media, a 141 km dalla foce, è di 128 m³/sec. I suoi maggiori affluenti sono il Dugda (da destra, lungo 165 km) e il Burunda (da sinistra, 187 km). Il fiume gela all'inizio di novembre e rimane coperto di ghiaccio fino a maggio.